# Gałąź elektryczna
Gałąź obwodu elektrycznego – jest utworzona przez jeden lub kilka połączonych ze sobą szeregowo elementów obwodu. Oznacza to, że przez wszystkie elementy danej gałęzi przepływa prąd elektryczny o takiej samej wartości natężenia.
Zbiór połączonych ze sobą gałęzi elektrycznych w teorii obwodów nazywamy obwodem, którego schemat można zastąpić matematycznym grafem. Gdy gałęzie takiego grafu są połączone spójnie, przechodzą przez wszystkie węzły oraz nie tworzą oczek - graf taki nazywamy drzewem.